# Sfinx

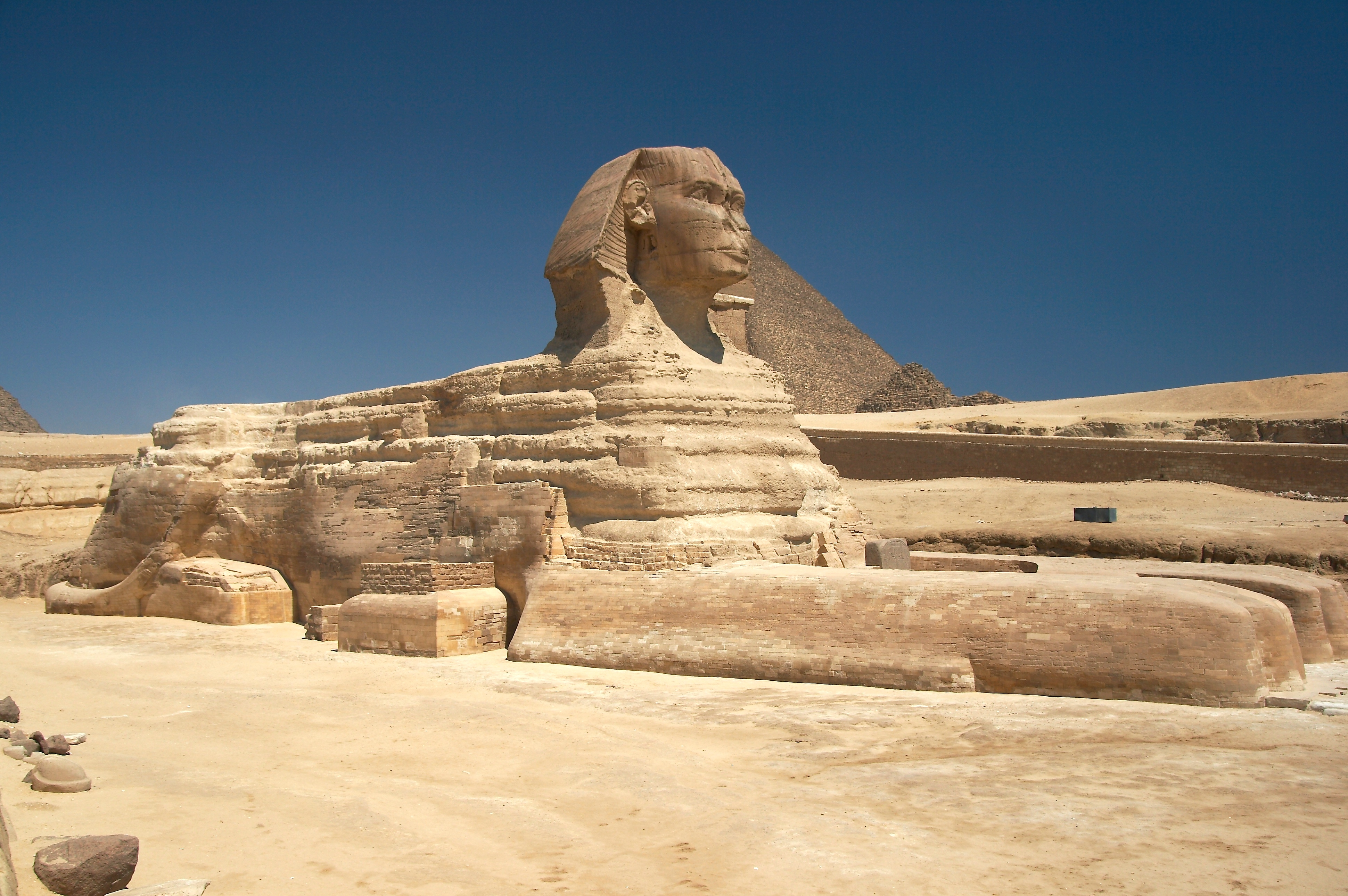
Sfinxen i Giza, med Chefrens pyramid i bakgrunden

Sfinx (gammalgrekiska: Σφίγξ /sfinx, aioliska: Φίξ /Phix) är en mytologisk varelse med ett lejons kropp och en människas huvud. Sfinxen som mytologisk varelse förknippas främst med Egypten, men förekommer också i grekisk, romersk, persisk, sydasiatisk och sydostasiatisk mytologi.
Inom egyptisk tradition var sfinxen oftast en storsint och godhjärtad manlig varelse, androsfinx, med lejonkropp och manshuvud, som ofta vaktade ingångar till gravar och tempel. I grekisk tradition var sfinxen istället en kvinna, gynosfinx och hade ett lejons underkropp, stora rovfågelvingar, svans med ormhuvud eller som en drake, och huvud och bröst som en kvinna. Hon var förrädisk och obarmhärtig. De människor som inte kunde svara på hennes gåta fick sona med sitt liv. Under renässansen i Europa blev sfinxen återigen populär. Senare har bilden av sfinxen, ofta i den egyptiska tappningen, inkorporerats i många olika kulturer och i dessa sammanhang skiftar dess mytologiska och symboliska innebörd.
Sfinxen uppträder ofta i närheten av arkitektoniska monument som kungagravar, religiösa tempel och senare vid slott, statsbyggnader och herresäten. Vanligtvis hävdas det att sfinxen härstammar ifrån den egyptiska kulturen men fynd i Göbekli Tepe i Turkiet, daterade till 9500 f.Kr., indikerar att detta fabeldjur kan vara äldre.

## Etymologi

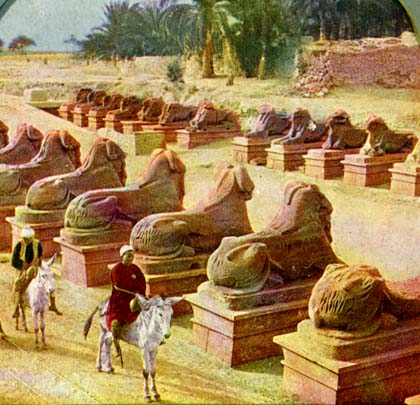
En väg omgiven av sfinxer vid Karnak i Luxor, daterade till den artonde dynastin

Hur egyptierna benämnde sfinxen är inte känt. Ordet sfinx härstammar från gammalgrekiskans Σφίγξ, som i sin tur härstammar från verbet σφίγγω (sphíngō), som betyder att "pressa/trycka", "strypa" eller "strama åt". Orsaken till detta namn är omdiskuterat. En teori utgår ifrån det faktum att när lejonhonan jagar så trycker hon, det vill säga, att hon i liggande position försöka komma sitt byte så nära som möjligt. Ordet skulle därför härstamma ifrån en beskrivning av sfinxens kroppsställning. En annan teori bygger på att ordet kan tolkas som "strypa" vilket också skulle härstamma ifrån lejonhonans jaktmetod att hugga bytet i halsen. Historikern Susan Wise Bauer föreslår att "sfinx" istället var en grekisk förvanskning av det egyptiska ordet "shesepankh," som betyder "levande bild", och skulle därmed snarare referera till skulpturen av sfinxen.
En manlig sfinx kallas androsfinx, en kvinnlig för gynosfinx. En sfinx med vädurshuvud kallas kriosfinx och en med falkhuvud för hierakosfinx. För olika asiatiska benämningar, se Sfinxer i Syd- och Sydostasien

## Egyptiska sfinxer
Inom egyptisk tradition var sfinxen oftast en mansfigur med lejonkropp och manshuvud. Det finns inga kända inskriptioner ifrån gamla riket kring detta fabeldjur och det egyptiska namnet för sfinx är inte känt. Många faraoner lät skapa skulpturer med sitt eget huvud ovanpå de vaktande statyer som stod utanför deras gravkammare för att poängtera deras närhet med solgudarna. En av dessa solgudar var Sekhmet, som var en lejoninna. Två kända egyptiska sfinxer bär exempelvis faraonen Hatshepsuts huvud. En finns idag på Metropolitan Museum of Art i New York och en annan är alabastersfinxen i Memfis. Senare skapades rena avenyer med rader av sfinxer som vaktade vägen mot gravar och tempel eller också placerades sfinxer på avsatser på längre trappor som ledde upp till större byggnadskomplex. För att hedra guden Amon byggdes niohundra sfinxer med vädurshuvuden i Thebe, där det fanns en stor kult kring denna gud som ofta avbildades som en bagge. En annan form av egyptisk sfinx hade falkhuvud och förknippas med guden Horus. En av de äldsta kända egyptiska sfinxerna avbildar drottning Hetepheres II, från fjärde dynastin som varade från 2723 f.Kr till 2563 f.Kr. Den största och mest kända är Sfinxen i Giza, på Gizaplatån på den västra banken av Nilen. Denna sfinx är riktad åt öster och brukar hänföras till samma dynasti som Hetepheres II:s sfinx men dess ålder är omdiskuterad.
Den egyptiska sfinxen beskrevs som storsint och godhjärtad, och symboliserar bland annat rikedom, makt och vishet.

## Den grekiska sfinxen

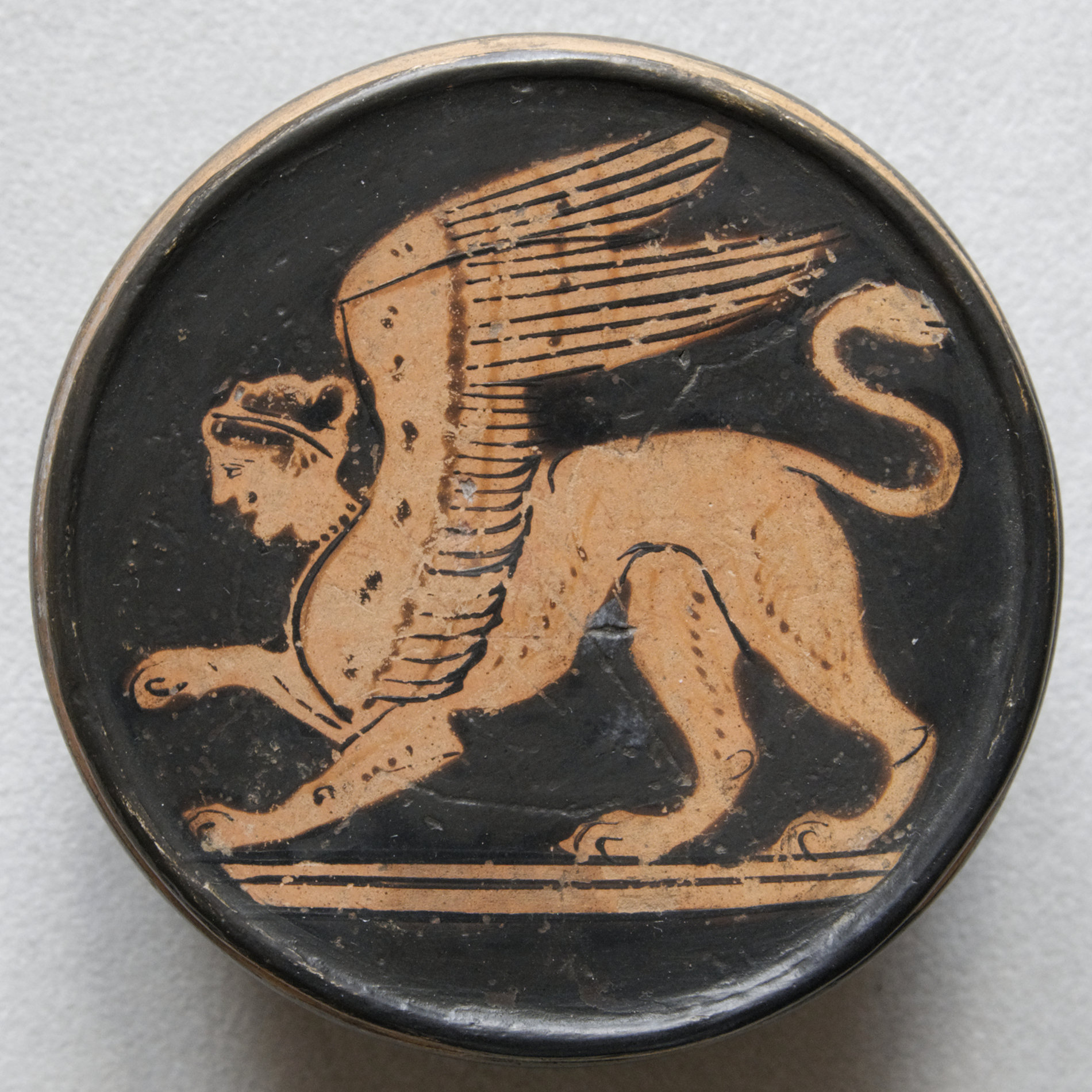
Grekisk sfinx

Från bronsåldern hade grekerna handelskontakter och kulturellt utbyte med Egypten. Det finns belagt att det grekiska ordet "sfinx" användes redan innan Alexander den store ockuperade Egypten 332 f.Kr. Grekiska historiker och geografer skrev mycket om den egyptiska kulturen. Herodotos kallade exempelvis sfinxerna med vädurshuvud för criosphinges, och de med falkhuvud för hieracosphinges.
Inom den grekiska mytologin representeras sfinxen av ett monster med ett kvinnohuvud, kvinnobröst, en lejonhonas kropp, stora rovfågelvingar och en svans med ormhuvud eller som en drake. Hon avbildas liggande eller sittande.
Inom grekisk mytologi finns det bara en sfinx, en kvinnlig demon som representerade förstörelse och otur. Enligt Hesiodos var hon dotter till Orthos och antingen Echidna eller Chimaira, eller möjligen Ceto; medan andra hävdar att hon var dotter till Echidna och Tyfon. Alla dessa är ktoniska gudar som härstammar från de tidigaste grekiska myterna, innan olymperna regerade över den grekiska pantheon. Den grekiske skalden Hesiodos kallade fabeldjuret för Phix (Φίξ) i Theogonin.
Sfinxen förekom på vapnet för den antika stadsstaten Chios, och förekommer på sigill och mynt från 6:e århundradet f.Kr till 3:e århundradet e.Kr.

### Den grekiska sfinxens gåta
Det berättas att den grekiska sfinxen vaktade ingången till staden Thebe, och ska ha ställt en gåta till dem som vill passera. Gåtan specificeras inte i de tidiga berättelserna och standardiserades inte förrän långt senare. I senare berättelser var det Hera eller Ares som skickade efter sfinxen, som från början levde i de Etiopiska bergen. Väl i Thebe placerades hon vid ingången till staden där hon ställde gåtan: "Vilken varelse går på alla fyra på morgon, på två ben mitt på dagen, och på tre ben på kvällen?", ibland lades även till "och ju fler ben den har desto svagare är den". De som inte kunde svaret ströps och slukades, eller slukades levande. Oidipus gav rätt svar till gåtan: "Människan—som kryper på alla fyra som spädbarn, som går på två ben som vuxen och som stödjer sig på en käpp som gammal". I vissa berättelser, men mycket mer sällsynt, förekom det ytterligare en gåta: "Det finns två systrar: en föder den andre som i sin tur föder den förste." och svaret är "dagen och natten" (båda ordens grammatiska genus är femininum). När sfinxen fick det rätta svaret på gåtan kastade hon sig ned från klippan och dog. I en alternativ version åt hon istället upp sig själv.

## Romerska, etrusiska, assyriska och persiska sfinxer

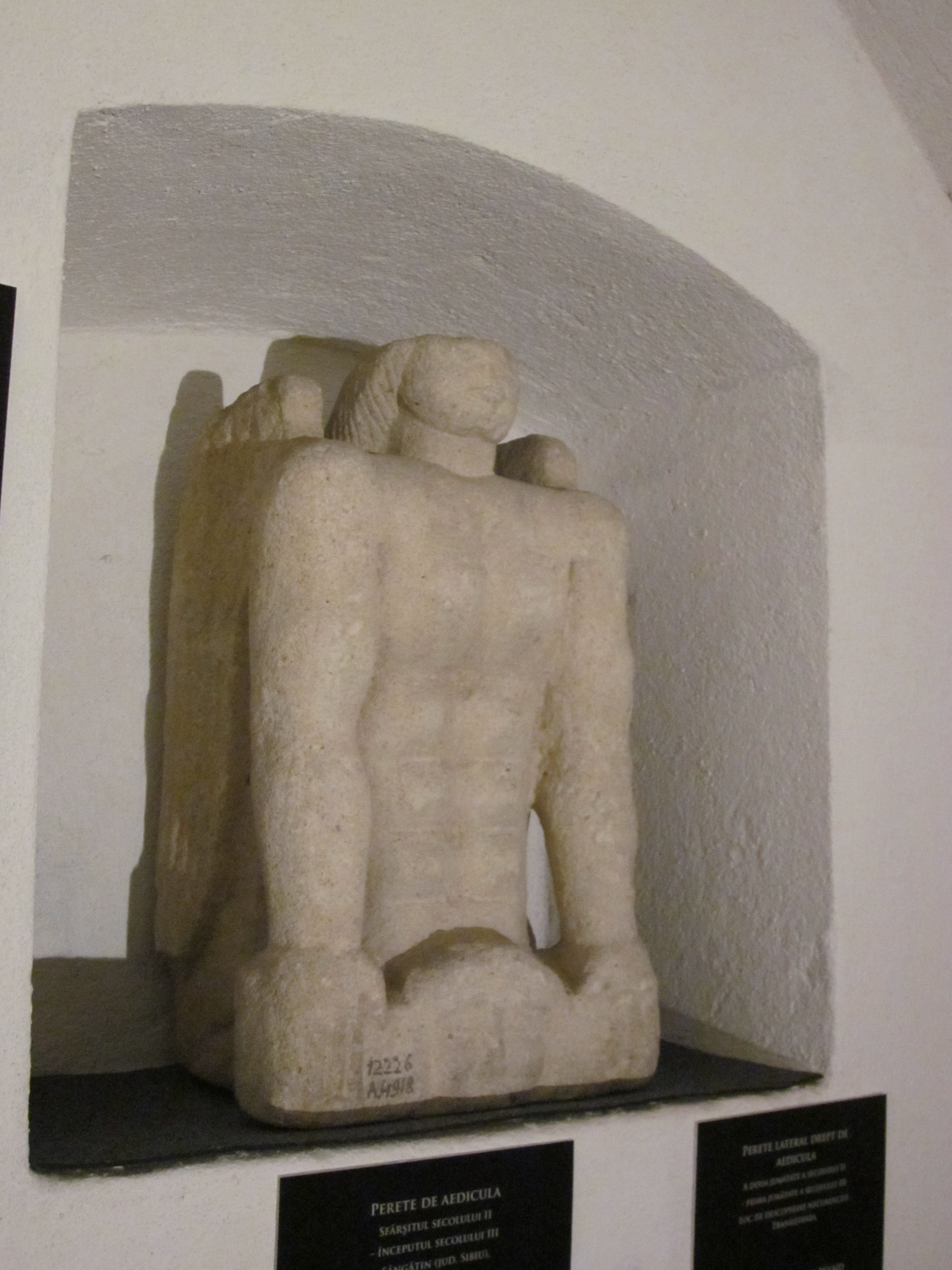
Romersk sfinx daterad till 100-talet e.Kr på Brukenthalmuseet

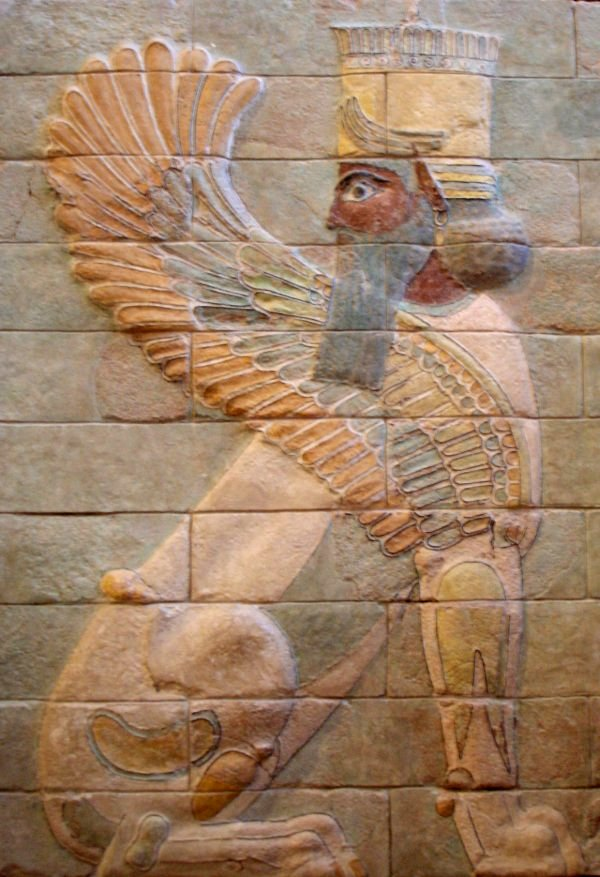
Persisk sfinx från Dareios I:s palats i Susa, 480 f.Kr.

Den romerska och etruskiska sfinxen var en symbol för solen. Den avbildas ofta mer upprätt sittande, än den liggande egyptiska sfinxen, men det finns också liggande romerska sfinxer. Den hade stora rovfågelvingar och kan avbildas med både manligt eller kvinnligt huvud. Dess hår hålls ofta på plats av ett band i pannan. De assyriska och persiska sfinxerna hade människohuvud, ofta välansat skägg, vingar och kroppsdelar av både lejon och tjur. De avbildas ofta stående och kan ha ett femte ben.

## Sfinxer i Syd- och Sydostasien

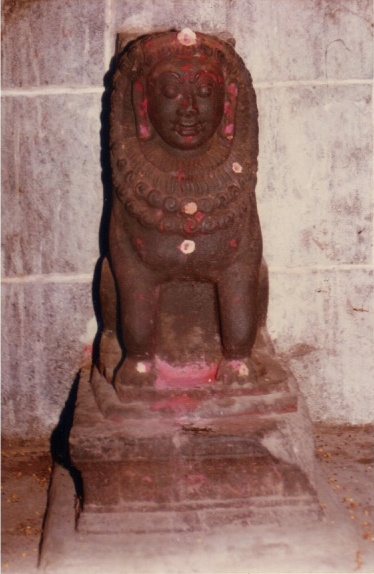
Manlig purushamriga, eller indisk sfinx, som vaktar ingången till templet Shri Shiva Nataraja i Chidambaram

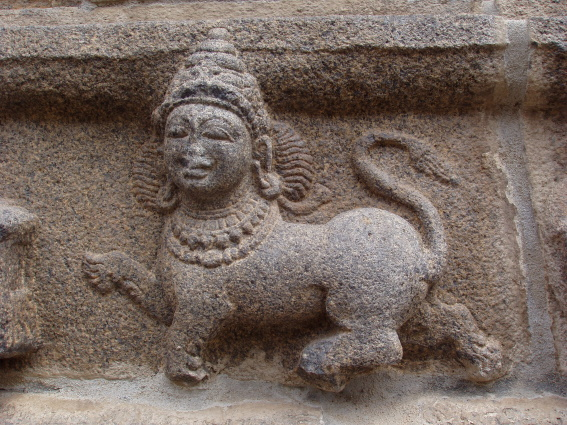
Purushamriga, eller indisk sfinx, avbildad på templet Shri Varadaraja Perumal, i Tribhuvana, Indien

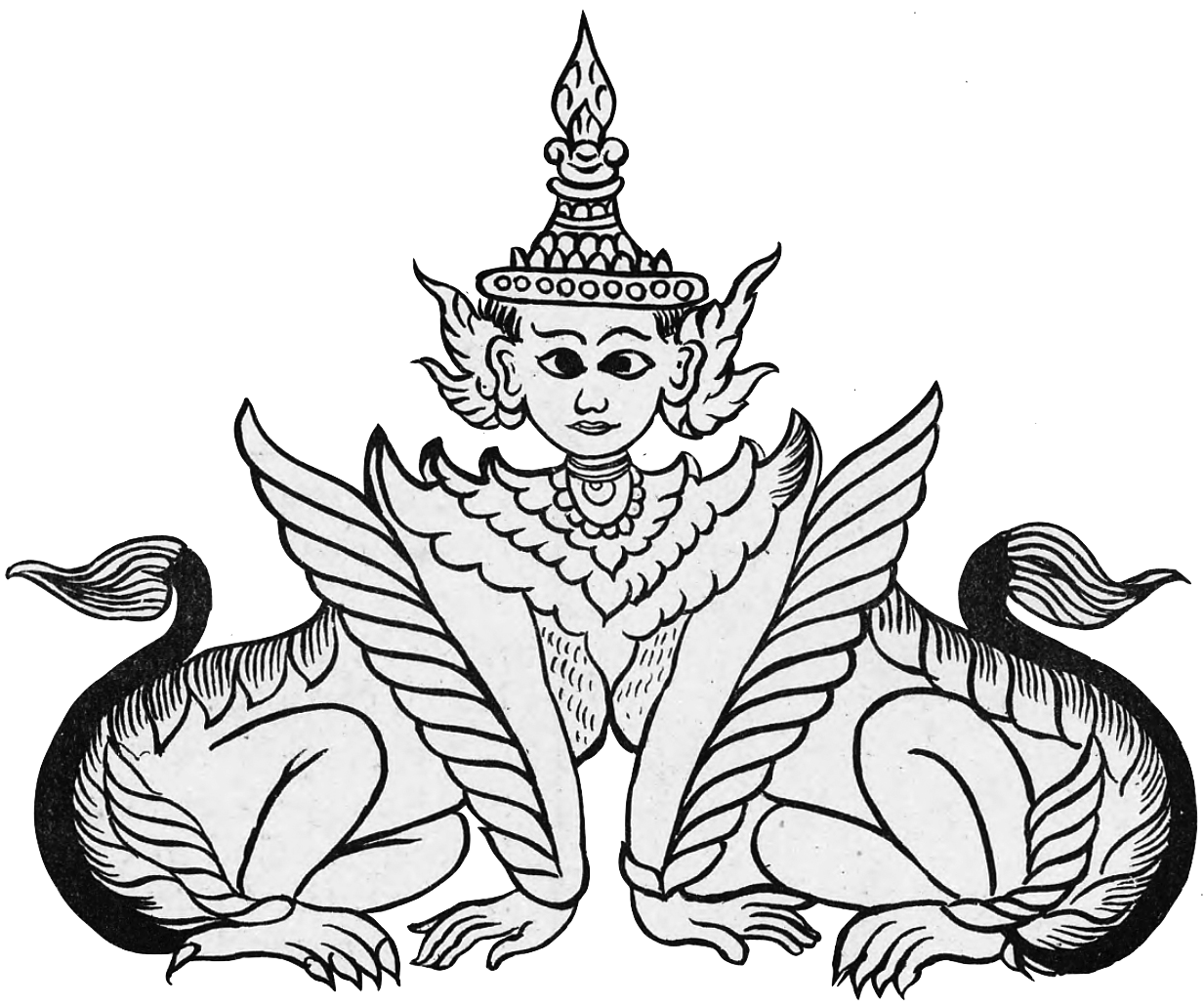
Burmesisk avbildning av Manussiha

I södra Asien och Sydostasien finns också en mytologisk varelse med lejonkropp och människohuvud som uppträder i konsten och i traditionella berättelser. Den har många olika namn som purushamriga (Sanskrit, "mansbest"), purushamirukam (Tamil, "mansbest"), naravirala (Sanskrit, "manskatt") i Indien, eller som nara-simha (Sanskrit, "manslejon") i Sri Lanka, manusiha eller manuthiha (Pali, "manslejon") i Myanmar, och nora nair eller thepnorasingh i Thailand.
Till skillnad ifrån sfinxerna i Egypten, Mesopotamien och Grekland, där traditionerna till största delen har gått förlorade på grund av civilisationernas fall, så lever traditionerna kring de asiatiska sfinxerna i högsta grad kvar. De äldsta konstnärliga avbildningarna av sfinxer på den sydasiatiska subkontinenten är till viss utsträckning influerade av Hellenistisk konst och berättelser. Dessa härstamma ifrån en period då buddhistisk konst genomgick en period med influenser ifrån grekerna.
I södra Indien är sfinxen känd som purushamriga vilket är sanskrit, eller purushamirukam vilket är tamil, och som båda betyder "mansbest". Den förekommer som skulptur i tempel och palats som apotropeiska föremål, det vill säga som beskyddare, precis som på många andra håll under Antiken. Enligt traditionen avlägsnar sfixen besökarnas synder när de stiger in i templet och hindrar ondska i största allmänhet. Därför är dessa skulpturer ofta placerade på strategiska platser vid Gopuran eller utmed vägen till templet, eller i närheten av ingången till Sanctum sanctorum, det vill säga nära templets allra heligaste delar.
Purushamriga spelar en viktig roll i det dagliga livet såväl som i årliga ritualer kopplade till Shivatempel i södra Indien. Den ingår i den dagliga ritualen sodasa-upacara och i många tempel är purushamriga också ett gudomligt riddjur, ett så kallat vahana, under Brahmotsavam eller andra festivaler. I Kanniyakumaridistriktet, i det allra sydligaste delarna av Indien genomförs en 75 kilometer lång språngmarsch, under natten Shiva Ratri, då tolv Shivatempel besöks. Denna Shiva Ottam genomförs för att åminnas historien om när sfinxen sprang ikapp med Bhima, vilket är en av hjältarna i berättelsen Mahabharata.
I Filippinerna är sfinxen känd som Nicolonia och förekommer i Bikolregionen. Den avbildas som hälften människa, hälften örn och ställer gåtor till inkräktare och den som misslyckas med att svara rätt tas till vulkanen Mayon där personen offras till vulkanguden Gev'ra för att stilla hans sinne.
På Sri Lanka är sfinxen känd som Narasimha eller manslejon. Precis som de grekiska och egyptiska sfinxerna har den en människas huvud och ett lejons kropp. Denna sfinx ska inte förväxlas med sin namne Narasimha, som är den fjärde reinkarnationen av Vishnu, som istället avbildas med en människokropp med lejonhuvud. Sfinxen narasimha är en del av den Buddhistiska traditionen och ansågs vakta områdena i norr.
I Myanmar är sfinxen känd som manussiha (manuthiha) och avbildas på hörnen av Buddhistiska stupor. Legenden berättar att den skapades av munkar för att skydda en nyfödd kunglighet från att ätas upp av trollpackor.
Nora Nair och Thep Norasingh är två namn som används för sfinxer i Thailand. De avbildas som upprättgående varelser där den nedre delen av kroppen är av ett lejon eller en hjort, och den övre delen är av en människa. Ofta paras de ihop så att ena delen är manlig och andra delen är kvinnlig. Även här står sfinxen för en skyddande funktion.

## Sfinxen återuppstår i Europa

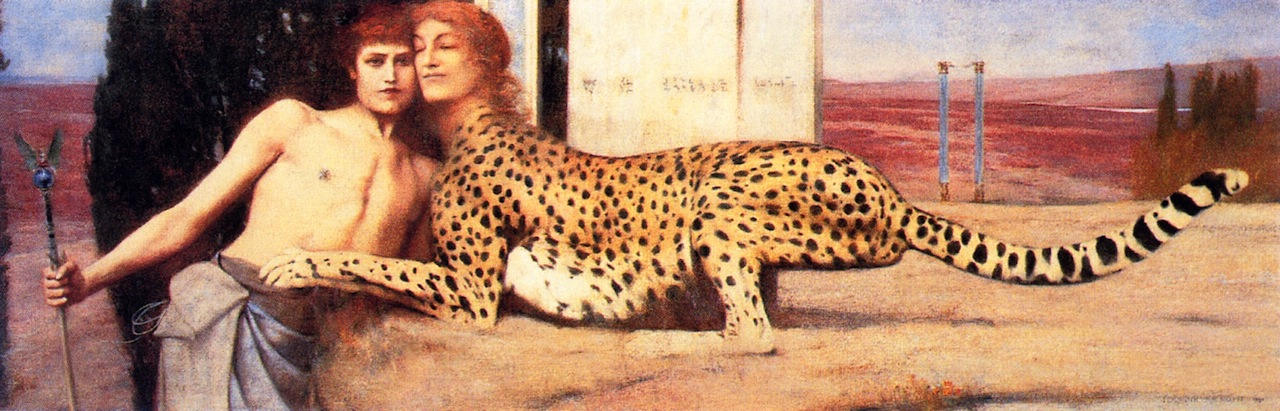
Fernand Khnopffs symboliska version av sfinxen från 1896

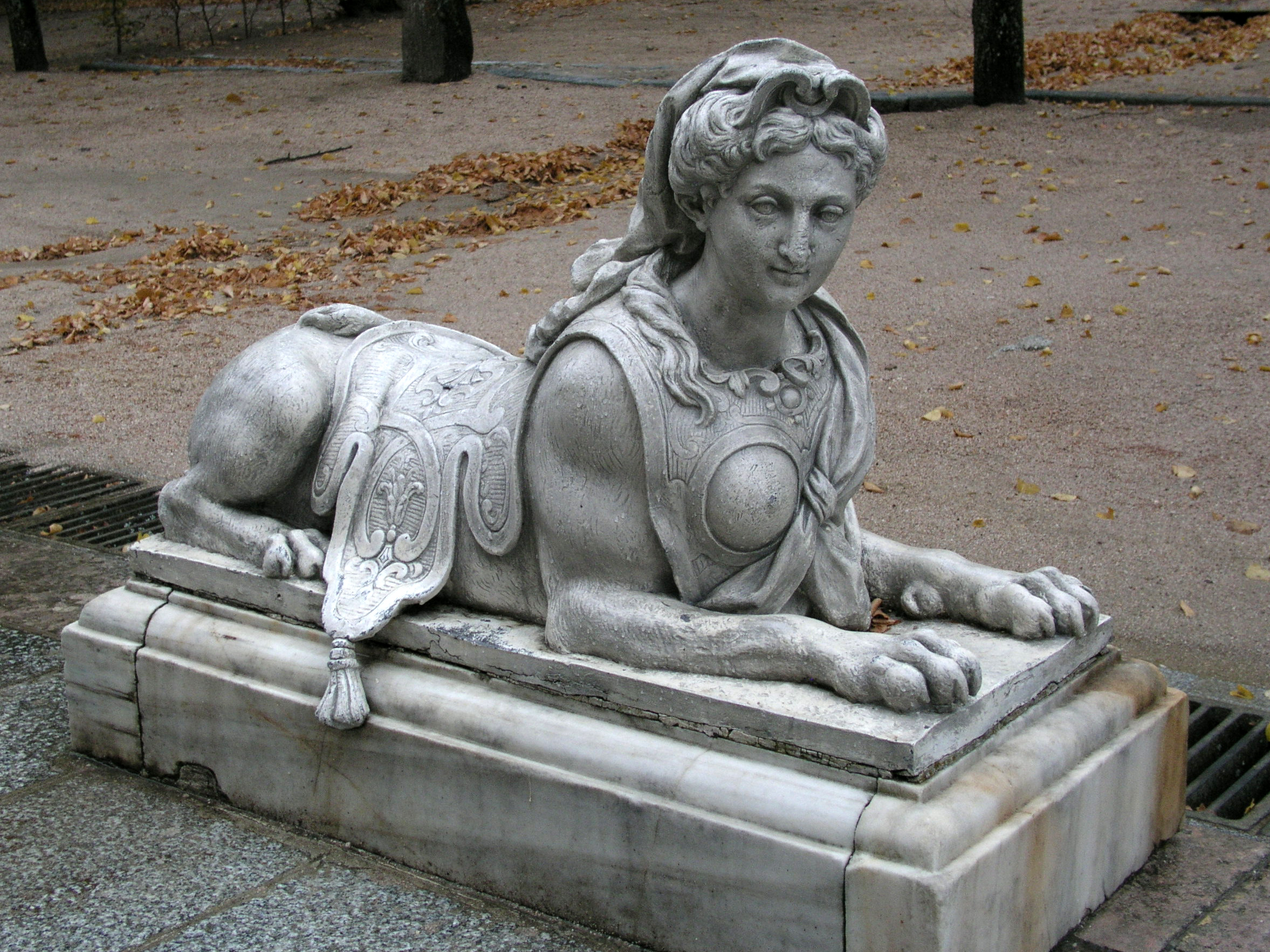
La Granja, Spanien, mitten av 1700-talet

I Europa blev sfinxen populär under 1500-talet. Denna manieristiska sfinx kallas ibland för Fransk sfinx. Hennes ofta välfriserade huvud hålls upprätt och hon har bara bröst. Hon bär ofta smycken som örhängen och pärlhalsband. Kroppen är en naturalistiskt återgiven liggande lejonhonas. Denna form av sfinxer blev populära i och med upptäckten och utgrävningen av Neros palats Domus Aurea med sina "groteska" dekorationer som återupptäcktes i Rom under andra halvan av 1500-talet. Sfinxen förekommer bland annat i utsmyckningen av Apostoliska palatsets loggia som skapades av Raphaels verkstad (1515–20). Sfinxen blev ett klassiskt skulpturalt byggnadselement över Europa och förekommer i gravyrer under 1500- och 1600-talet. Hon förekom i senbarocken och den franska Régenceperioden (1715–1723) och blev vanligt förekommande som utomhusskulptur i 1700-talens palatsträdgårdar, ofta klädda i dåtidens modekläder, som vid Schloss Belvedere i Wien, Sanssouciparken i Potsdam, La Granja de San Ildefonso i Spanien, Branickipaleis i Białystok, eller exempel från sen Rokoko som sfinxerna vid det portugisiska Palácio Real de Queluz med pipkrage och cape.
Sfinxen förekommer också i utsmyckningarna i de neoklassicistiska interiörerna som Robert Adam och hans efterföljare skapade, och som snarare återgick till den oklädda groteska stilen. Sfinxen tilltalade även de romantiska konstnärerna och formgivarna, och senare även den symbolistiska rörelsen under 1800-talet. De flesta av dessa sentida sfinxer alluderar till den grekiska sfinxen och berättelsen om Oidipus, snarare än på den egyptiska, men saknade ibland ändå vingar. Ernst Fuchs, en av företrädarna för Den fantastiska realismens skola i Wien, gjorde i slutet av 1970-talet en sentida replik på temat.

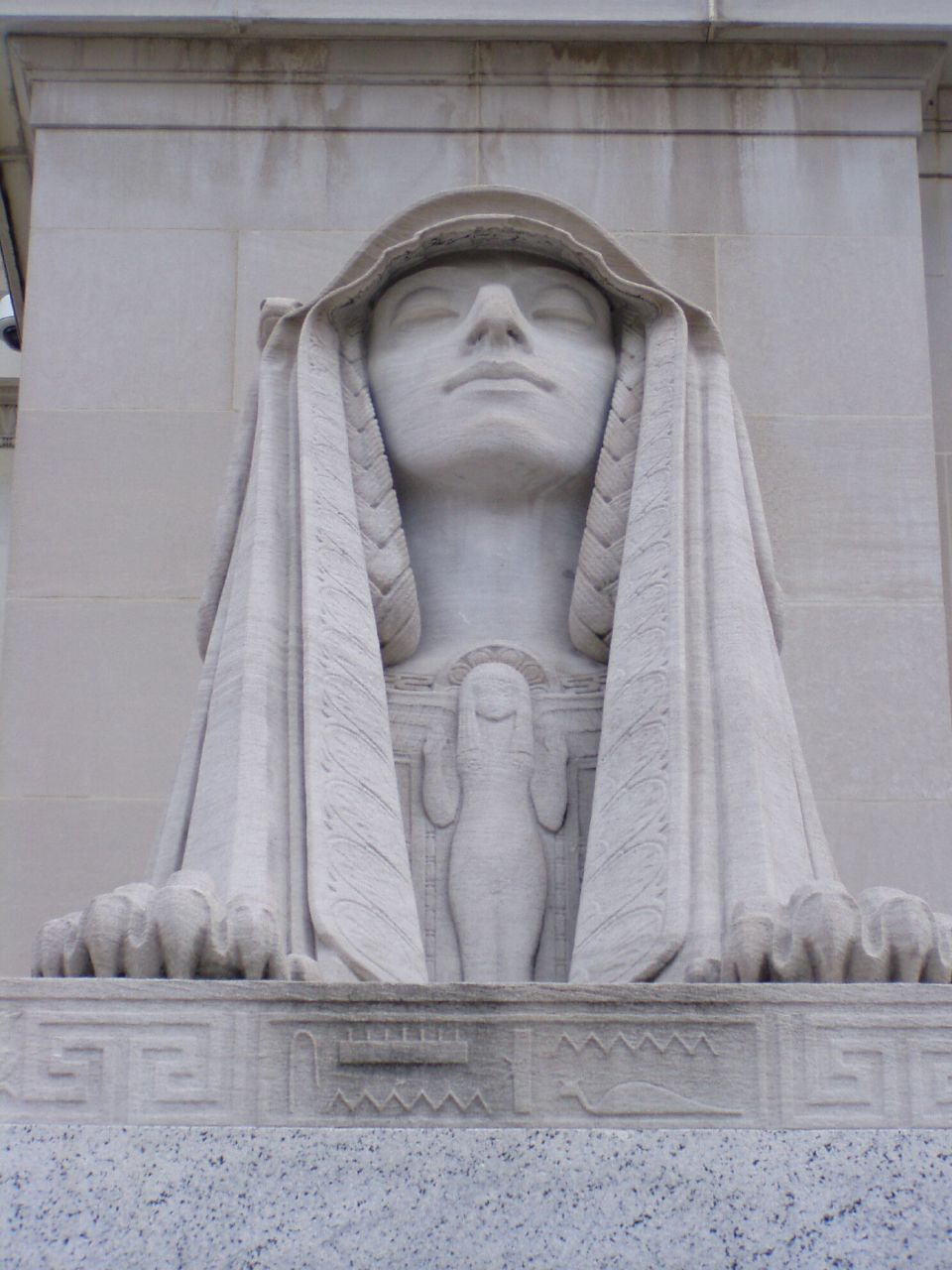
Sfinxen som symbol inom frimurararkitektur

Bilden av sfinxen förekommer även inom frimurarnas symboltyngda arkitektur och har då övertagit många egenskaper ifrån den traditionella egyptiska sfinxen.